# All-Ireland Cup (rugby)
La All-Ireland Cup también llamada Bateman Cup es una competencia anual de rugby organizado por la Unión de Rugby Fútbol de Irlanda y disputada entre clubes de Irlanda e Irlanda del Norte mediante el sistema de eliminación directa.

## Historia
Fue fundada en 1921 por iniciativa del Dr. Godfrey Bateman en homenaje a sus hijos Reginald y Arthur que fallecieron en combate durante la Primera Guerra Mundial.

## Formato
Se enfrentan los cuatro campeones de las copas de las provincias de Munster, Úlster, Leinster y Connacht, enfrentándose desde semifinales y luego la final.

## Ediciones
| Temporada | Campeón                       | Resultado                     | Subcampeón                    |
| --------- | ----------------------------- | ----------------------------- | ----------------------------- |
| 1921-22   | Lansdowne                     | 6 – 5                         | Cork Constitution             |
| 1922-23   | Bective Rangers               | 14 – 6                        | Instonians                    |
| 1923-24   | Queen’s University            | 29 – 11                       | UCD                           |
| 1924-25   | Bective Rangers               | 6 – 3                         | Garryowen                     |
| 1925-26   | Dublin University             | 13 – 0                        | Garryowen                     |
| 1926-27   | Instonians                    | 16 – 8                        | Lansdowne                     |
| 1927-28   | Young Munster                 | 6 – 3                         | Lansdowne                     |
| 1928-29   | Lansdowne                     | 32 – 11                       | Galwegians                    |
| 1929-30   | Lansdowne                     | 19 – 12                       | North of Ireland FC           |
| 1930-31   | Lansdowne                     | 16 – 5                        | Belfast Collegians            |
| 1931-32   | Queen’s University            | 19 – 0                        | Cork Constitution             |
| 1934-35   | North of Ireland FC           | 14 – 0                        | Bective Rangers               |
| 1935-36   | UCC                           | 17 – 0                        | UGC                           |
| 1936-37   | Queen’s University            | 8 – 0                         | UCC                           |
| 1937-38   | UCD                           | 16 – 6                        | Young Munster                 |
| 1938-39   | Blackrock College             | 4 – 3                         | North of Ireland FC           |
| 1974-75   | St. Mary’s College            | 9 – 9                         | Galway Corinthians            |
| 2005-06   | Cork Constitution             | 47 – 12                       | St. Mary’s College            |
| 2006-07   | Garryowen                     | 20 – 7                        | Belfast Harlequins            |
| 2007-08   | Shannon                       | 12 – 9                        | Blackrock College             |
| 2008-09   | Ballynahinch                  | 17 – 6                        | Cork Constitution             |
| 2009-10   | Cork Constitution             | 12 – 9                        | Garryowen                     |
| 2010-11   | Bruff                         | 24 – 18                       | Dungannon                     |
| 2011-12   | Garryowen                     | 24 – 6                        | Ballymena                     |
| 2012-13   | Cork Constitution             | 24 – 19                       | St. Mary’s College            |
| 2013-14   | Cork Constitution             | 19 – 6                        | UCD                           |
| 2014-15   | Cork Constitution             | 24 – 9                        | Clontarf                      |
| 2015-16   | Cork Constitution             | 38 – 19                       | Galwegians                    |
| 2016-17   | Cork Constitution             | 18 – 13                       | Old Belvedere                 |
| 2017-18   | Lansdowne                     | 32 – 12                       | Cork Constitution             |
| 2018-19   | Garryowen                     | 45 – 24                       | City Of Armagh                |
| 2019-20   | Cork Constitution y Lansdowne | Cork Constitution y Lansdowne | Cork Constitution y Lansdowne |
| 2021-22   | Lansdowne                     | 46 – 13                       | Young Munster                 |
| 2022-23   | Terenure College RFC          | 71 – 13                       | Buccaneers                    |
| 2023-24   | Terenure College RFC          | 22 – 15                       | Young Munster                 |
| 2024-25   | Lansdowne                     | 38 – 26                       | Instonians                    |

## Palmarés
| Club               | Campeonatos | Temporadas Campeón                                                     |
| ------------------ | ----------- | ---------------------------------------------------------------------- |
| Cork Constitution  | 8           | 2005–06, 2009–10, 2012–13, 2013–14, 2014-15, 2015-16, 2016-17, 2019-20 |
| Lansdowne          | 8           | 1921–22, 1928–29, 1929–30, 1930–31, 2017-18, 2019-20, 2021-22, 2024-25 |
| Garryowen          | 3           | 2006–07, 2011–12, 2018–19                                              |
| Queen's University | 3           | 1923–24, 1931–32, 1936–37                                              |
| Bective Rangers    | 2           | 1922–23, 1924–25                                                       |
| Terenure College   | 2           | 2022–23, 2023-24                                                       |
| North of Ireland   | 1           | 1934–35                                                                |
| UCD                | 1           | 1937–38                                                                |
| St Mary's College  | 1           | 1974–75                                                                |
| Instonians         | 1           | 1926-27                                                                |
| Young Munster      | 1           | 1927–28                                                                |
| UCC                | 1           | 1935–36                                                                |
| Blackrock College  | 1           | 1938-39                                                                |
| Ballynahinch       | 1           | 2008–09                                                                |
| Bruff              | 1           | 2010–11                                                                |
| Dublin University  | 1           | 1925–26                                                                |
| Shannon            | 1           | 2007–08                                                                |